# Charles Glover Barkla
Pour les articles homonymes, voir Barkla.
Charles Glover Barkla (7 juin 1877 à Widnes, Cheshire, Angleterre - 23 octobre 1944 à Édimbourg, Écosse) est un physicien anglais. Il est lauréat du prix Nobel de physique de 1917 « pour sa découverte des radiations caractéristiques de Röntgen des éléments [chimiques] ».

## Biographie
Il étudia principalement la propagation des ondes radio et les rayons X. Il reçut à la fois le prix Nobel de physique et la médaille Hughes en 1917.